# Dispositivo de asistencia ventricular

Un dispositivo de asistencia ventricular para el ventrículo izquierdo (LVAD) que impulsa la sangre desde el ventrículo hacia la aorta, conectado a una unidad de control externa y a las baterías.

Un dispositivo de asistencia ventricular o VAD (Ventricular Assist Device) es un aparato mecánico que se utiliza para reemplazar la función de un corazón dañado. Algunos VAD se utilizan a corto plazo, usualmente en pacientes que han sufrido un infarto cardíaco, mientras que otros VAD son utilizados a largo plazo (desde varios meses y hasta de por vida) en pacientes que padecen de insuficiencia cardíaca.
Los dispositivos de asistencia ventricular no se deben confundir con un corazón artificial, ya que estos últimos están diseñados para reemplazar completamente la función del corazón y en la mayoría de los casos requieren que el corazón del paciente sea extraído antes de implantar el órgano sintético. 
Un VAD se puede utilizar para brindar soporte al ventrículo izquierdo (LVAD), al ventrículo derecho (RVAD) o a ambos a la vez (BiVAD). La elección del tipo de dispositivo depende del tipo de insuficiencia cardíaca y de la resistencia vascular que determina la carga de trabajo de los ventrículos. Los VAD para el ventrículo izquierdo son los más utilizados, pero cuando la resistencia vascular pulmonar es elevada, es necesario utilizar asistencia también para el ventrículo derecho. 
Los dispositivos VAD implantados a largo plazo están pensados para mantener al paciente con vida y asegurar una buena calidad de vida mientras se espera un trasplante de corazón (puente a trasplante). Otros dispositivos permiten ser utilizados en forma permanente (terapia de destino) y en algunas ocasiones se utilizan sólo para apoyar al corazón mientras se recupera de alguna otra enfermedad (puente a recuperación).
En los últimos años, los VAD han mejorado significativamente en términos de la tasa de supervivencia y la calidad de vida de los pacientes que reciben el tratamiento.

## Historia
En las etapas tempranas del desarrollo de dispositivos de asistencia ventricular se utilizó un balón inflable alrededor de la aorta. Al inflar este balón la aorta se contrae, y cuando el balón se desinfla permite que la arteria se expanda. Este comportamiento hace que la aorta funcione como un segundo ventrículo izquierdo, ayudando así a mejorar la circulación de la sangre. El uso del balón intraaórtico alrededor de la aorta tiene numerosas ventajas potenciales debido a que evita tener que operar el corazón directamente, y evita cualquier contacto entre la sangre y el dispositivo. El balón intraaórtico es considerado un dispositivo de flujo pulsátil.
Un refinamiento propuesto del balón intraaórtico consiste en utilizar el músculo esquelético del paciente, operado por un marcapasos, para energizar este dispositivo de forma que sea totalmente implantable sin requerir interacción con el exterior. Sin embargo una operación similar (cardiomioplastía) se intentó sin éxito en la década de 1990. [cita requerida].

## Generaciones de dispositivos

### Primera generación

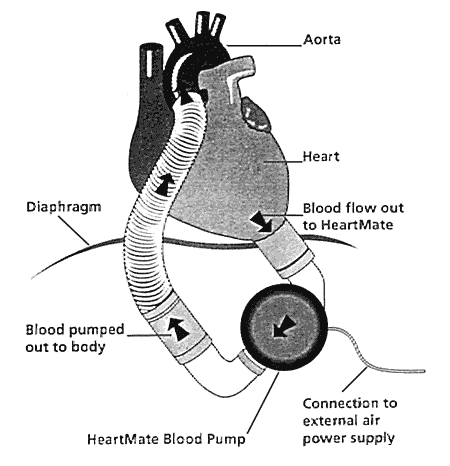
Funcionamiento de un dispositivo de asistencia de ventrículo izquierdo (LVAD).

Los primeros VAD emulan el funcionamiento del corazón usando una acción pulsátil, en donde la sangre es extraída del ventrículo y empujada hacia la aorta en forma de pulsos de flujo. Entre los dispositivos de este tipo están el HeartMate IP LVAS, que fue aprobado para el uso en Estados Unidos por la FDA en octubre de 1994. Estos dispositivos son conocidos normalmente como los VAD de primera generación. Los dispositivos de asistencia ventricular de primera generación utilizan rodamientos mecánicos y membranas neumáticas para reducir la fricción entre las partes y lograr bombear la sangre.

### Segunda generación
Los trabajos más recientes se han concentrado en bombas de flujo continuo, dentro de las cuales se encuentran las bombas centrífugas y los impulsores axiales. Las bombas de flujo continuo tienen la ventaja de ser más simples, resultando en dispositivos más pequeños y confiables. Estos dispositivos son referidos como la segunda generación de VAD. Un efecto lateral del uso de estos aparatos es que el paciente no tiene pulso, o la intensidad del pulso se reduce considerablemente, lo que obliga a la persona a portar la documentación pertinente que indique que la falta de pulso no significa que la persona esté muerta.

### Tercera generación
La tercera generación de dispositivos suspende el impulsor en la bomba usando suspensión hidrodinámica o electromagnética, eliminando la necesidad de rodamientos y reduciendo el número de partes móviles.

## Diseño

### Bombas

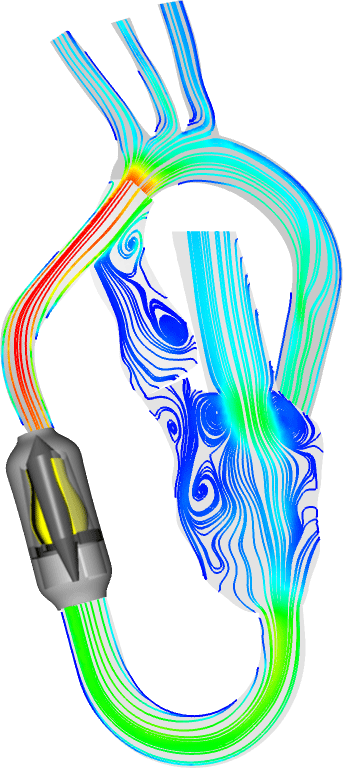
Simulación numérica de un VAD de flujo continuo.

Las bombas utilizadas en los VAD se pueden clasificar en dos categorías principales: las bombas de flujo pulsátil, que mimetizan la acción pulsátil natural del corazón, y las bombas de flujo continuo.
Los VAD de flujo pulsátil usan bombas de desplazamiento positivo. En algunas de estas bombas, el volumen ocupado por la sangre cambia durante el ciclo de bombeado, y si la bomba está contenida dentro del cuerpo, se requiere un tubo de ventilación hacia el exterior.
Los VAD de flujo continuo normalmente utilizan ya sea bombas centrífugas o bombas de flujo axial. Ambos tipos tienen un rotor central que contiene imanes permanentes. El flujo de corrientes eléctricas controladas a través de bobinas contenidas en el encapsulado de la bomba resulta en la aplicación de una fuerza a los imanes permanentes, que en este caso ocasionan que el rotor gire. En las bombas centrífugas, el rotor se diseña con el propósito de lograr una aceleración centrífuga de la sangre, de forma que ésta es expulsada a través de una abertura en la parte lateral de la bomba. Las bombas de flujo axial utiliza rotores que tienen paletas helicoidales, acelerando la sangre en la misma dirección del eje del rotor.

### Administración de energía

Transferencia de energía mediante cables, desde una batería externa hasta el VAD

Los dispositivos de asistencia ventricular requieren de energía eléctrica para poder impulsar los motores de las bombas que empujan la sangre. La electricidad normalmente se almacena en baterías, y es transferida desde el exterior del cuerpo del paciente hasta el VAD por medio de un cable eléctrico. El problema de utilizar un cable es que se requiere tener un orificio por el cual el cable atraviesa la piel hasta llegar al dispositivo, y esto representa un problema debido a que se puede infectar con facilidad, además de que el cable estaría en movimiento constante cuando el paciente se desplaza. 
Una tecnología que está siendo probada clínicamente es el uso de inducción transcutánea para energizar y controlar el dispositivo, en lugar de utilizar cables percutáneos. Aparte de las ventajas estéticas obvias, este tipo de conexiones reduce el riesgo de infección y la necesidad de tomar acciones preventivas correspondientes. 

### Materiales
La elección de materiales para la fabricación de dispositivos médicos implantables es crítica, debido a que existen materiales que no son compatibles con el organismo. Cuando se implanta un objeto extraño dentro del cuerpo humano, el organismo reacciona para protegerse del objeto desconocido. La primera consecuencia directa es la coagulación de la sangre en las superficies de contacto del dispositivo con el cuerpo.
Para evitar efectos adversos es necesario utilizar materiales biocompatibles en la fabricación de las cánulas, el dispositivo de asistencia ventricular, los cables de alimentación de energía eléctrica y cualquier superficie que haga contacto directo con el interior del cuerpo.

## Estudios y resultados

### Avances recientes
En julio de 2009 en Inglaterra, los cirujanos lograron extraer un corazón de un donante que había sido implantado en un bebé a la par de su corazón original, después de que su corazón natural se recuperó. Esta técnica sugiere que los dispositivos de asistencia mecánica, como un LVAD, pueden asistir total o parcialmente un corazón dañado y permitirle que se recupere.
- En julio de 2009 después del estudio clínico para el HeartMate II y seguimiento por 18 meses del implante del dispositivo, se concluye que los LVAD de flujo continuo proveen soporte hemodinámico efectivo por lo menos durante 18 meses en pacientes que esperan trasplante, con mejor calidad de vida y tasa de supervivencia.[13]
- El Hospital de la Universidad Heidelberg reportó en julio del 2009 que el primer HeartAssist5, considerado como la versión moderna del VAD DeBakey, estaba disponible para implante en este centro médico. El HeartAssist5 pesa 92 gramos, está construido con titanio y plástico, y se utiliza para bombear sangre desde el ventrículo izquierdo hacia la aorta.[14]
- Un estudio clínico de fase 1 está siendo elaborado (agosto de 2009) sobre pacientes con baipás de arteria coronaria y pacientes con insuficiencia cardíaca severa que tienen implantado un VAD. El estudio involucra la prueba de un parche llamado Anginera(MR) que contiene células que secreta factores de crecimiento similares a hormonas que estimulan a las otras células a crecer. A los parches se les colocan células de músculo cardíaco y luego son implantados en el corazón con el propósito de que las células nuevas empiecen a comunicarse con los tejidos nativos de modo que permitan producir contracciones regulares.[15][16]
- En septiembre de 2009, un periódico de Nueva Zelanda, Stuff, reportó que en un periodo de entre 18 meses y dos años, un nuevo dispositivo inalámbrico de transmisión de energía transcutánea estaría disponible para el estudio clínico, el cual permitiría energizar VADs sin un contacto directo. Si el dispositivo resulta exitoso, esto reduciría el riesgo de infecciones como consecuencia de la eliminación del cable de energía que actualmente se utiliza a través de la piel.[17]
- El Instituto Nacional de la Salud (NIH, National Institute of Health) otorgó una donación de 2.8 millones de dólares por desarrollar un corazón totalmente artificial "sin pulso" utilizando dos dispositivos de asistencia ventricular fabricados por Micromed, compañía inicialmente creada por Michael DeBakey y George Noon. La donación fue renovada para un segundo año de investigaciones en agosto de 2009. El corazón artificial total fue diseñado utilizando dos VAD HeartAssist5, en donde un dispositivo impulsa la sangre a través de todo el cuerpo, y el otro hace circular la sangre hacia y desde los pulmones.[18]
- La compañía HeartWare International anunció en agosto de 2009 que había superado los cincuenta implantes de su dispositivo HeartWare VAS en su estudio clínico ADVANCE, el cual estaba aprobado por la FDA. Este estudio buscaba estudiar la utilidad del dispositivo como puente a trasplante para pacientes con insuficiencia cardíaca severa. El estudio de evaluación del VAD inició en mayo de 2009.[19][20]

### Estudio piloto del HeartMate II LVAS
El estudio piloto del HeartMate II LVAS (HeartMate II LVAS Pivotal Study) consiste en una serie de investigaciones que involucran el uso del HeartMate II LVAD. Con este estudio clínico se demostró la viabilidad y los riesgos de utilizar LVADs como puente a trasplante y como terapia de destino.
- El estudio piloto para el HeartMate II LVAS inició en noviembre de 2003 y consistió en estudiar los casos de 46 pacientes en 15 centros médicos. Los resultados incluyeron a 11 pacientes a los que se les dio seguimiento durante más de un año, y tres pacientes con seguimiento por más de dos años.
- Las pruebas para la aprobación del dispositivo HeartMate II iniciaron en el 2005 e incluyeron la evaluación del HeartMate II para dos usos principales: como puente a trasplante y como terapia destino. La corporación Thoratec anunció que ésta era la primera vez que la FDA aprobaba un dispositivo para incluir ambos usos en un mismo protocolo.[21][22][23]
- Un estudio en múltiples centros de Estados Unidos desarrollado entre el 2005 y el 2007 con 113 pacientes (de los cuales 100 reportaron resultados importantes) demostró que las mejoras significativas en el estado de los pacientes prevalecieron después de tres meses, y se obtuvo una tasa de supervivencia del 68% después de doce meses.[24]
- Con base en el seguimiento durante un año de los primeros 194 pacientes inscritos en la prueba clínica, la FDA aprobó el dispositivo HeartMate II para puente a trasplante. El estudio mostró evidencia clínica de la mejora en las tasas de supervivencia y calidad de vida para un amplio rango de pacientes.[25][26]
- El seguimiento durante 18 meses para un total de 281 pacientes que alcanzaron la meta del estudio o bien cumplieron con 18 meses de seguimiento post-operativo demostró una tasa de supervivencia superior, con menos eventos adversos y con una confiabilidad mayor para los dispositivos LVAD de flujo continuo en comparación con los dispositivos de flujo pulsátil. De los 281 pacientes, 157 pacientes obtuvieron un trasplante, 58 continuaron con el uso de LVADs en el cuerpo, y siete pacientes lograron recuperarse lo suficiente para la extracción del dispositivo. Los 56 pacientes restantes murieron. Los resultados mostraron que la clasificación NYHA para la insuficiencia cardíaca de los pacientes mejoró significativamente después de seis meses de soporte con LVAD, en comparación con los tratamientos farmacológicos utilizados sin LVAD. Aunque este estudio solamente incluyó la operación de VADs como puente a trasplante, los resultados muestran que los dispositivos LVAD de flujo continuo tienen ventajas en términos de la durabilidad y la confiabilidad para pacientes que reciben asistencia mecánica como terapia de destino.[27]
- Después de la aprobación FDA del HeartMate II LVAD para puente a trasplante, un estudio desarrollado después de su aprobación fue desarrollado para estudiar la efectividad del dispositivo en el ámbito comercial. El estudio demostró que el dispositivo fue capaz de mejorar los resultados de los tratamientos, cuando se compara con otros tratamientos LVAD y con pacientes que reciben tratamiento sin dispositivos. Específicamente, los pacientes tratados con el HeartMate II mostraron niveles menores de creatinina, tasas de supervivencia de 30 días considerablemente altas (de un 96%) y un 93% de los pacientes alcanzaron el tratamiento requerido (trasplante, recuperación cardíaca, o tratamiento LVAD a largo plazo).[28]

### HARPS
El estudio HARPS (Harefield Recovery Protocol Study) es un estudio clínico que se desarrolló para determinar si un paciente con insuficiencia cardíaca avanzada podía recuperar la suficiente función del miocardio a través del implante de un VAD, como para permitir la extracción posterior del dispositivo, y que el corazón del paciente siguiera funcionando por sí solo. El estudio HARPS combinó el uso de un LVAD (el HeartMate XVE) con los medicamentos orales tradicionales para la insuficiencia cardíaca, seguido por la administración del agonista β2 clenbuterol. Lo anterior abre la posibilidad de evitar el trasplante de corazón en algunos pacientes, mediante el implante temporal de un VAD.
Hasta la fecha, el 73% (11 de 15) de los pacientes que recibieron el tratamiento descrito en el protocolo HARPS presentaron una recuperación suficiente para extraer el VAD y evitar el trasplante. Los pacientes superaron la insuficiencia cardíaca con una tasa del 100% durante el primer año, y del 89% para los cuatro primeros años después de la extracción. La fracción de eyección promedio fue de 64% después de 59 meses de haber extraído el dispositivo. Todos los pacientes presentaban insuficiencia cardíaca de Clase I en la clasificación NYHA (New York Heart Association) antes del tratamiento, y no se reportaron efectos adversos con la terapia de clenbuterol.

### REMATCH
El estudio REMATCH (Randomized Evaluation of Mechanical Assistance for the Treatment of Congestive Heart Failure) inició en mayo de 1998 y se desarrolló hasta julio de 2001 en 20 centros de trasplante cardíaco alrededor de Estados Unidos. Este estudio fue diseñado para comparar los implantes de VAD a largo plazo, en contraste con el tratamiento farmacológico óptico, para pacientes que presentan insuficiencia cardíaca en etapa crítica y que no califican para la cirugía de trasplante de corazón. Como resultado, el dispositivo estudiado obtuvo aprobación de la FDA para ambos tipos de terapia, en el 2001 y el 2003 respectivamente.
El estudio demostró una mejora de un 81% en la tasa de supervivencia (a dos años) de los pacientes que recibieron un implante del dispositivo HeartMate XVE, en comparación con los pacientes que sólo recibieron el tratamiento farmacológico óptimo. Un estudio sobre el VAD como terapia de destino, desarrollado después del estudio REMATCH, mostró una mejora adicional del 17% (61% vs. 52%) en la tasa de supervivencia (a un año) a partir del implante del VAD (HeartMate XVE) con la previa selección de los candidatos para la cirugía.
Un estudio desarrollado en el 2001 por el Dr. Eric A. Rose y el grupo de estudio del proyecto REMATCH en pacientes con insuficiencia cardíaca que no eran elegibles para trasplante mostró que la tasa de supervivencia (a dos años) fue del 23% para aquellos que utilizaron VAD, comparado con un 8% para las personas que sólo recibieron tratamiento con fármacos. Las dos complicaciones más importantes en los implantes de VAD fueron las infecciones y los fallos mecánicos (ver más abajo).
De acuerdo con un estudio de cohorte retrospectivo en el que se comparan los pacientes tratados con un dispositivo de asistencia ventricular izquierdo contra la terapia inotrópica mientras se espera un trasplante de corazón, se mostró que el grupo tratado con el LVAD presentaba un mejor estado clínico y metabólico en el momento del trasplante, con mejor presión arterial, concentración de sodio en sangre, nitrógeno ureico en sangre, y creatinina. Después del trasplante, un 57.7% del grupo tratado con terapia inotrópica desarrolló insuficiencia renal, en comparación con un 16.6% en el grupo tratado con LVAD; el 31.6% del grupo tratado con terapia inotrópica presentó insuficiencia cardíaca en el ventrículo derecho después de la operación, contra un 5.6% en el grupo tratado con LVAD; la tasa de supervivencia sin ninguna complicación fue de un 15.8% en el grupo tratado con terapia inotrópica, contra un 55.6% en el grupo tratado con LVAD.

## Complicaciones y efectos secundarios
Debido a que la sangre fluye sobre una superficie sintética, existe una predisposición para que la sangre se coagule, y por este motivo se requiere utilizar anticoagulantes. Un dispositivo, el HeartMate XVE, está diseñado con una superficie biológica derivada de la fibrina y por lo tanto no requiere anticoagulación a largo plazo, exceptuando la aspirina; desafortunadamente, esta superficie biológica también puede predisponer al paciente a infecciones debido a la reducción selectiva de ciertos tipos de leucocitos.
Las infecciones relacionadas con la operación de un VAD pueden deberse a un gran número de diferentes organismos:
- Bacteria Gram positiva (Staphylococcus aureus, Enterococcus)
- Bacteria Gram negativa (Pseudomonas aeruginosa, Enterobacter, Klebsiella)
- Fungi (especialmente Candida sp.)

El tratamiento de las infecciones relacionadas con VAD es extremadamente difícil, y muchos pacientes mueren por causa de la infección aunque el tratamiento sea el óptimo. El tratamiento inicial debe hacerse con antibióticos de amplio espectro, aunque se recomienda utilizar todo tipo de antibióticos y hacer todo el esfuerzo posible por detener la infección en esta etapa temprana. La decisión final relacionada con la terapia antibiótica debe estar basada en las muestras microbiológicas obtenidas.[cita requerida]
Otros problemas incluyen la inmunosupresión, la coagulación y las hemorragias. Algunos de los componentes utilizados en los dispositivos, como por ejemplo el poliuretano, pueden causar la eliminación de algunos glóbulos blancos cuando la sangre entra en contacto con el VAD. Esto predispone al paciente ante infecciones por fungi o por virus, requiriendo el tratamiento profiláctico adecuado.
Hasta la fecha, el fisioterapeuta Peter Houghton ha sido la persona de más edad que ha recibido un implante de un VAD para el uso permanente. Recibió un dispositivo Jarvik 2000 LVAD experimental en junio de 2000, a la edad de 69 años. Después de la operación completó una caminata de 91 millas, publicó dos libros, impartió lecciones ampliamente, escaló los Alpes Suizos y el oeste de los Estados Unidos, voló en un avión ultraligero y viajó extensivamente alrededor del mundo. Murió siete años después de la operación, en 2007, debido a una insuficiencia renal aguda.
Los VAD extienden la vida de las personas que padecen insuficiencia severa. Las personas que han tenido VAD implantados han mostrado menores tasas de depresión que aquellas personas que padecen de algún padecimiento cardíaco y no han recibido cirugías.
Se ha demostrado que los dispositivos LVAD (combinados con la respectiva terapia de medicamentos) han logrado que el corazón se recupere lo suficiente como para retirar el dispositivo y permitir que el corazón continúe trabajando por sí solo.[cita requerida]

## Lista de dispositivos VAD implantables
Esta es una lista parcial y puede que nunca esté completa

Adiciones debidamente referenciadas son bienvenidas
| Dispositivo | Fabricante            | Tipo | Estado de aprobación (julio de 2009) |
| --- | --------------------- | --- | --- |
| Novacor | World Heart           | Pulsátil. | Fue aprobado para el uso en Estados Unidos, la Unión Europea y Japón. Actualmente está descontinuado y el fabricante no brinda soporte. |
| HeartMate XVE | Thoratec              | Pulsátil. | Aprobado por la FDA para uso como puente a trasplante en 2001 y como terapia de destino en 2003. Autorizado por la Marca CE. Raramente utilizado actualmente debido a su confiabilidad cuestionada.                                                                                                  |
| HeartMate II Archivado el 9 de mayo de 2008 en Wayback Machine.                                                                                | Thoratec              | Flujo continuo axial, con rodamientos de bola.                                                                                       | Aprobado para el uso en Estados Unidos y la Unión Europea. Autorizado por la Marca CE. Aprobado por la FDA como puente a trasplante en abril de 2008 y como terapia de destino en 2010. |
| HeartMate III | Thoratec              | Flujo continuo axial, suspendido magnéticamente.                                                                                     | Pruebas clínicas pendientes, futuro incierto. |
| Incor | Berlin Heart          | Flujo continuo axial, suspendido magnéticamente.                                                                                     | Aprobado para el uso en la Unión Europea. Inició pruebas clínicas en Estados Unidos en 2009. |
| Excor Pediatric | Berlin Heart          | Pulsátil, de membrana externa diseñada para niños.                                                                                   | Aprobado para su uso en la Unión Europea. La FDA le otorgó la excepción como dispositivo humanitario en Estados Unidos en diciembre de 2011. |
| Jarvik 2000 | Jarvik Heart          | Flujo continuo axial, con rodamientos cerámicos.                                                                                     | Actualmente utilizado en Estados Unidos como puente a trasplante, bajo autorización de la FDA mientras se realiza la investigación clínica. En Europa, el Jarvik 2000 obtuvo la Marca CE para puente a trasplante y para uso permanente. La versión para niños está siendo desarrollada actualmente. |
| MicroMed DeBakey VAD | MicroMed              | Flujo continuo axial, con rodamientos cerámicos.                                                                                     | Aprobado para el uso en la Unión Europea. La versión para niños está aprobada por la FDA en Estados Unidos, y la versión para adultos está siendo revisada por la FDA con aprobación pendiente. |
| VentrAssist | Ventracor             | Flujo continuo con rotor centrífugo, suspendido de forma hidrodinámica.                                                              | Aprobado para el uso en la Unión Europea y Australia. La compañía se declaró en bancarrota cuando las pruebas para la aprobación de la FDA estaban en curso durante el 2009. La compañía actualmente está disuelta y la propiedad intelectual fue vendida a Thoratec.                                |
| MTIHeartLVAD | MiTiHeart Corporation | Flujo continuo con rotor centrífugo, suspendido magnéticamente.                                                                      | Pendiente de aprobación. |
| C-Pulse | Sunshine Heart        | Pulsátil, utiliza un balón inflable alrededor de la aorta.                                                                           | Actualmente en pruebas clínicas en Estados Unidos y Australia. |
| HVAD | HeartWare             | Dispositivo miniatura, de tercera generación, con rotor centrífugo suspendido hidromagnéticamente, puede colocarse en el pericardio. | Obtuvo la Marca CE en enero de 2009. Inició la etapa de pruebas como puente a trasplante en Estados Unidos en octubre de 2008 (se completó en febrero de 2010) y las pruebas como terapia de destino se iniciaron en agosto de 2010.                                                                 |
| DuraHeart | Terumo Heart          | Centrífuga, levitación magnética. | Aprobado con la Marca CE, pruebas de la FDA en proceso en enero de 2010. |
| Thoratec PVAD (Paracorporeal Ventricular Assist Device)                                                                                        | Thoratec              | Pulsátil, incluye tres componentes principales: la bomba de sangre, cánulas y un controlador neumático.                              | Aprobado con la Marca CE. Recibió aprobación de la FDA para puente a trasplante en 1995 y para recuperación de cirugías de corazón abierto en 1998. |
| IVAD - Implantable Ventricular Assist Device (enlace roto disponible en Internet Archive; véase el historial, la primera versión y la última). | Thoratec              | Pulsátil, incluye trs componentes principales: la bomba de sangre, cánulas y un controlador neumático.                               | Aprobado con la Marca CE. Recibió aprobación de la FDA para puente a trasplante en el 2004. Autorizado únicamente para implante interno, y no para uso paracorpóreo debido a problemas de confiabilidad.                                                                                             |